# Renuncia silenciosa
La renuncia silenciosa (del inglés quiet quitting) es una aplicación del trabajo a reglamento, en la que los empleados trabajan dentro de un horario definido y se dedican únicamente a actividades dentro de ese horario. A pesar de su nombre, la filosofía de la "renuncia silenciosa" no está necesariamente relacionada con el abandono del trabajo, sino con hacer precisamente lo que el trabajo requiere. Los defensores de la renuncia silenciosa también se refieren a ella como actuar según su salario.

## Historia
El término "quiet quit" (abandono silencioso) fue acuñado inicialmente en un simposio de economía de Texas A&M sobre la disminución de las ambiciones en Venezuela en septiembre de 2009 por el economista Mark Boldger. El término siguió siendo utilizado por otras figuras, como el escritor Nick Adams y el economista Thomas Sowell. 
Aunque el término "quiet quitting" se acuñó en 2009, han existido aspectos del mismo en el lugar de trabajo y en la cultura popular. En la película Office Space (1999), el personaje de Ron Livingston, Peter Gibbons, abandona por completo el concepto de trabajo y hace lo mínimo que se le exige.
En abril de 2021, surgió en China un movimiento conocido como tang ping ("acostado"). El Tang ping comparte muchas características comunes con la renuncia silenciosa, aunque el concepto de renuncia silenciosa es anterior al movimiento.
En 2022, la renuncia silenciosa experimentó un aumento de popularidad en numerosas publicaciones a raíz de un vídeo viral de TikTok. Ese mismo año, Gallup descubrió que aproximadamente la mitad de la población activa de EE. UU. realiza renuncia silenciosa.

## Filosofía subyacente
El término "renuncia silenciosa" tiene diferentes matices según la fuente. Mientras que los colaboradores individuales pueden pensar en términos de "trabajadores comprometidos que establecen límites razonables", sus empleadores pueden verlos en cambio como "holgazanes que voluntariamente no rinden".
Otro punto de vista diferencia el "renuncia silenciosa" del "trabajo a reglamento", y afirma que el objetivo principal del abandono silencioso no es perturbar el lugar de trabajo, sino evitar el agotamiento laboral y prestar más atención a la salud mental y al bienestar personal.

## Despido silencioso
Lo contrario de la "renuncia silenciosa" es el "despido silencioso" (del inglés quiet firing), en el que un empresario ofrece deliberadamente sólo un salario y beneficios mínimos y niega cualquier avance con la esperanza de que un empleado no deseado renuncie.
Al igual que el término "renuncia silenciosa" se creó para representar a los trabajadores que limitan deliberadamente el alcance de sus contribuciones a la empresa, el término relacionado "despido silencioso" también se ha utilizado para significar que los empresarios reducen el alcance de las responsabilidades de un trabajador para animarle a renunciar voluntariamente. La clásica sátira cinematográfica Office Space (1999) ilustró este concepto con la subtrama de "Milton Waddams", en la que un empleado desfavorecido acaba siendo desterrado a un armario en el sótano.
"Contratación silenciosa" (del inglés quiet hiring) es otro término que se ha utilizado para describir una estrategia de los empresarios para dar responsabilidades adicionales a los empleados que trabajan duro.